# Байло

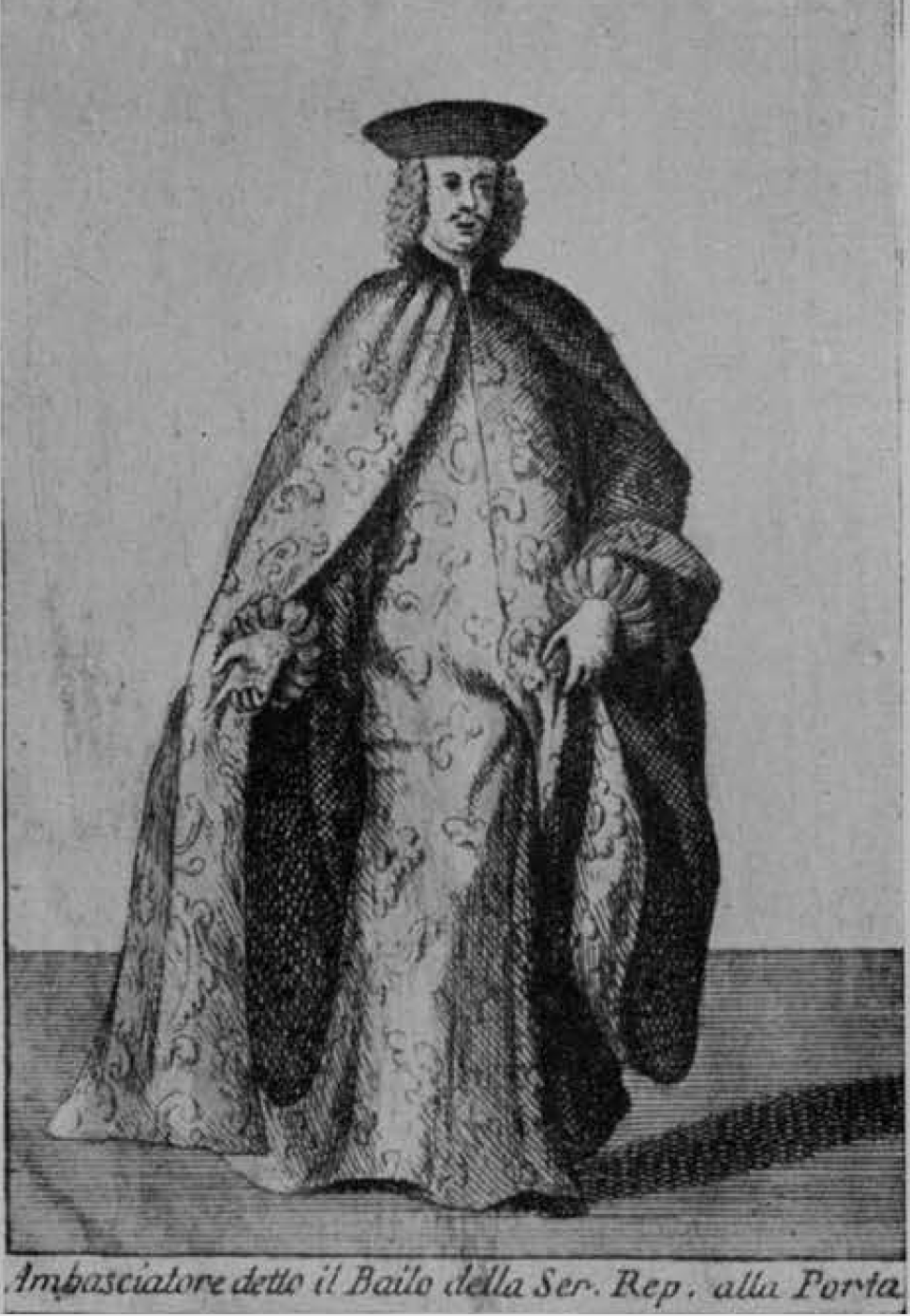
Венеційський байло в Константинополі, XVII століття

Байло (італ. bailo або італ. baylo) — титул найвищого представника Венеційської республіки в її заморських колоніях. Залежно від місця служби, венеційські байло виконували функції губернатора та/або дипломата.
Венеційська республіка призначала в своїх колоніях байло з XII століття. До кінця XV століття інститут байло в основному зник, більшість байло були знижені до консулів. Керівники Венеційських територій стали називатися ректорами, капітанами або подестами. У середині XVI століття залишився лише константинопольський байло. Інститут байло припинив існування зі скасуванням Венеційської республіки Наполеоном у 1797 році.
Найбільш відомі байло, що служили в Константинополі, які з 1265 року представляли інтереси Венеції при Візантійському, а після 1453 також при Османському дворі. У Константинополі вони вирішували будь-які непорозуміння між венеційцями та візантійцями і згодом османами. Для цього їм доводилося встановлювати контакти та дружні стосунки із впливовими чиновниками. Були випадки, коли Венеція зазнавала труднощів із призначенням на цю посаду. Відомі відмови від призначення на посаду, хоча вона вважалась важливою і престижною.

## Термін
Термін «байло» походить від латинського слова «baiulus», що означає «носій, носильник». Аналогічне походження мають французький термін «бальї», англійський «бейліф» і слово «баул». Місце, в якому мешкав венеційський байло зі своїм почтом і де знаходились робочі кабінети байло та його помічників називалось байладжо (італ. bailagio) або байлат (італ. bailat). Цей термін перекладається грецькою як μπαΐουλος (байлос), але Никифор Григора перекладав його як ἐπίτροπος (епітропос) или ἔφορος (эфорос). Термін baiulus вперше з'явився у венеційських документах, перекладених арабською мовою у XII столітті. Спочатку він використовувався для позначення мусульманських чиновників, але в XIII столітті назва стала застосовуватися до спеціальних посланців, відправлених Венецією, щоб керувати своїми колоніями на Балканах та островах. Термін bailo зявився не пізніше 1306 року. Цим терміном спочатку позначався або чиновник, що керував від імені Венеції певною территорією (аналогично французькому bailli та прованському baile), або дипломатичний посланник. В Словнику венеційського діалекта Дж. Боеріо, виданому в XIX ст., bailo наводиться вже лише як «титул посла Венеційської республіки в Османській Порті».

## Призначення
Байло призначались Радою десяти, кандидат мав досягти двадцяти п'яти років. Байло призначалися тільки з патриціїв, це була головна вимога і більшість байло походили з найвідоміших венеційських родин.

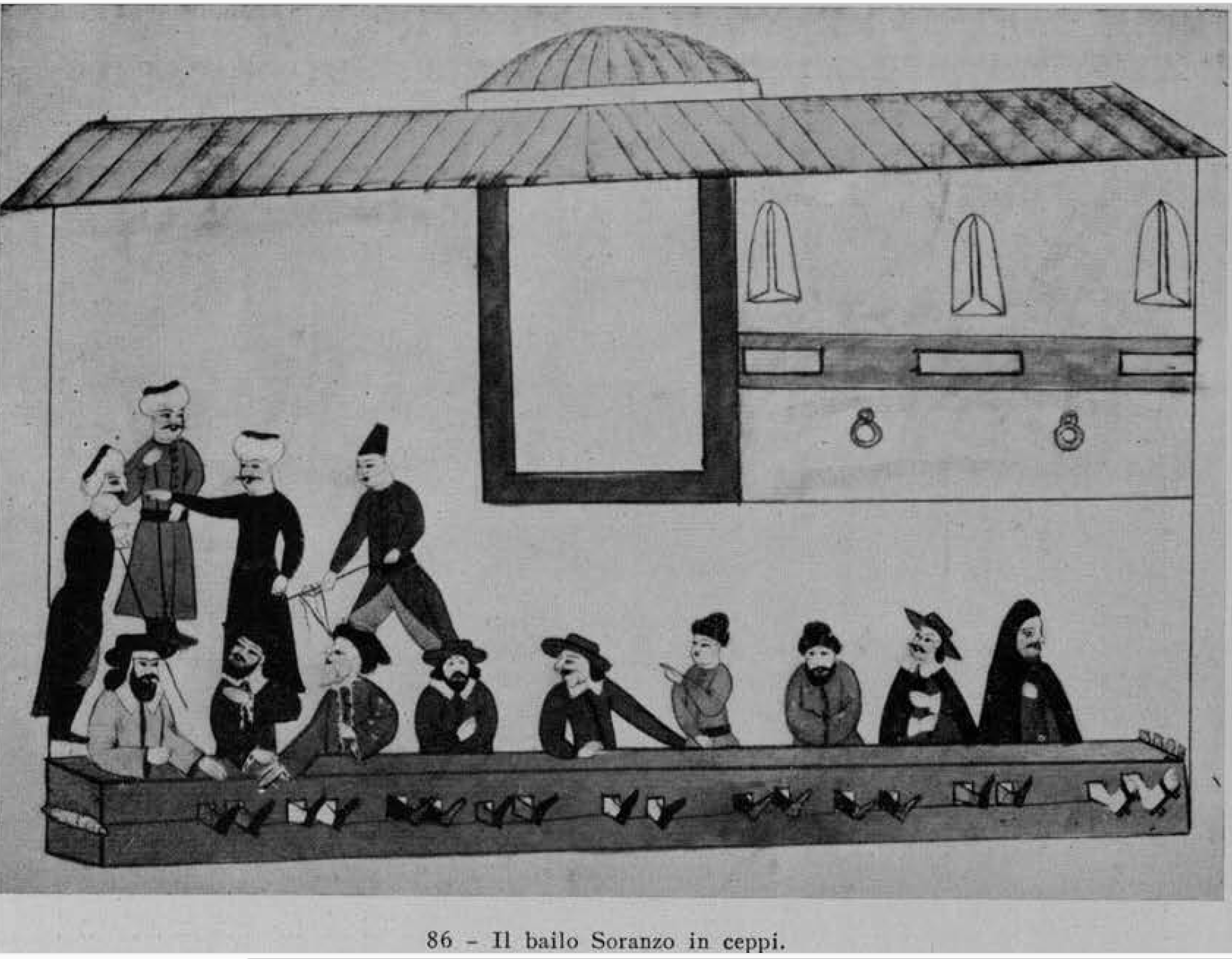
Байло Соранцо в колодках, початок 1660-х, Codex Cicogna 1971, Корер

Байло призначалися в Константинополі (1265), в Негропонті (1204), Дураццо, на Корфу, на Кіпрі, в Акрі (1212), Вірменії та Трабзоні. У середині XIII століття в ранг байло були підвищені венеційські консули в Тірі та Тріполі. Венеційськими колоніями в Алеппо, Антіварі, Короні, Модоні, Навпліоні, Патрасі та Тенедосі теж управляли байло. Байло в колоніях були губернаторами та дипломатами. Вони вершили суд для венеційських колоністів, збирали податки та мита та контролювали венеційську торгівлю.

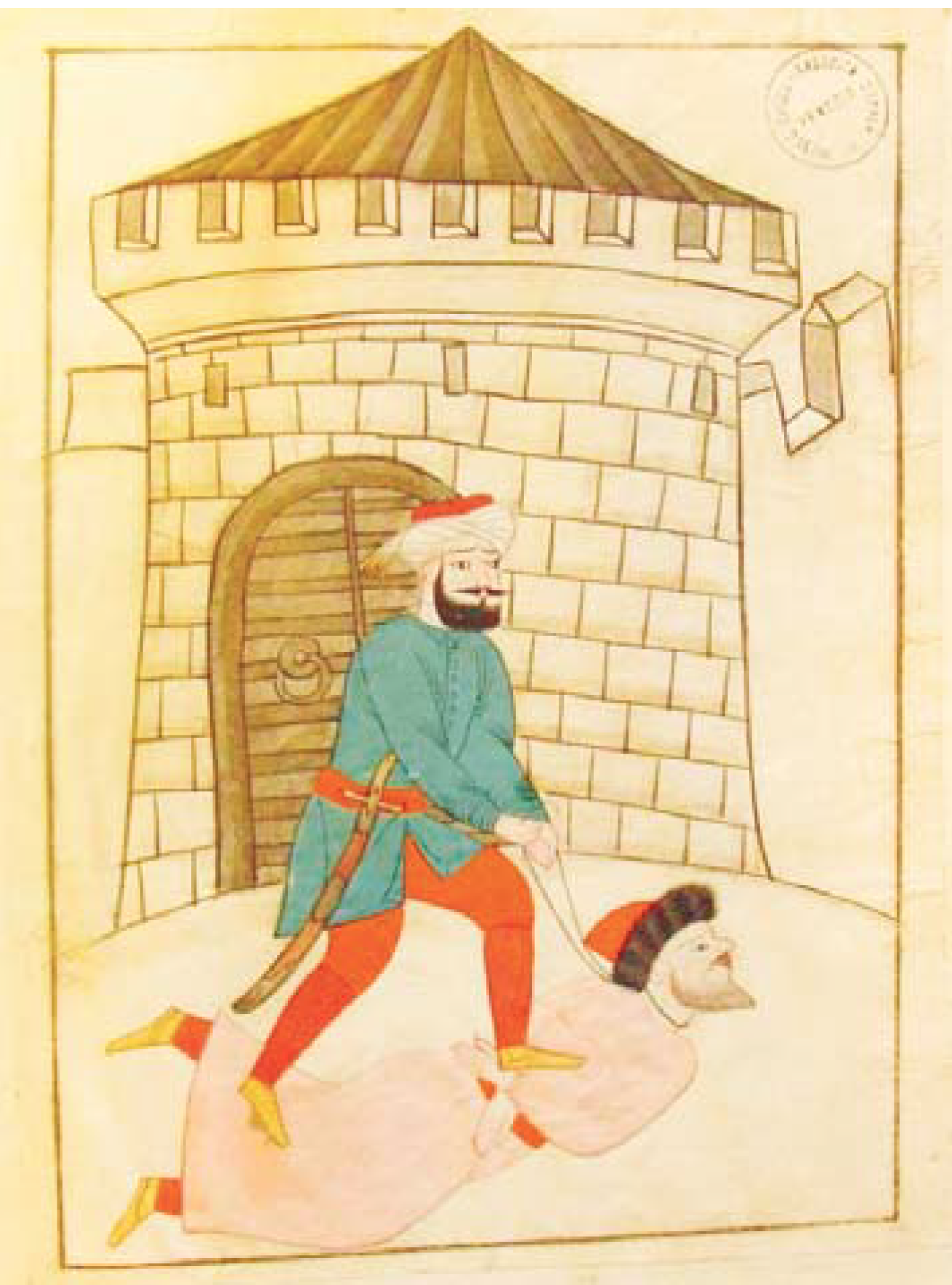
Страта драгомана, початок 1660-х, Codex Cicogna 1971, Корер

Багато байло не брали шлюб. Траплялося, що були труднощі з призначенням на цю посаду, не рідкістю були відмови, які від прийняття посту. Багато патриціїв не хотіли ставати байло з низки причин. Був ризик для здоров'я, пов'язаний із відвідуванням Константинополя. Після кількох смертей під час переїзду до Константинополя, венеційський уряд дозволив лікарям супроводжувати байло. У разі військових дій байло могли опинитися в заручниках, але частіше їх піддавали домашньому арешту, іноді арештованому байло навіть дозволяли залишити будинок. У поодиноких випадках байло страчували. Можливість такого результату була ще одним стримуючим фактором для прийняття цієї посади. Наприклад, під час Кандійської війни в 1649 весь штат внеційського байлата на Криті був заарештований. Байло Соранцо був посаджений у колодки, старший драгоман Грилло був страчений. Однак при цьому посада константинопольського байло розглядалася як місце, де можна проявити себе.
Гроші з Венеції на утримання байло та його штату надходили не регулярно і більшості байло доводилося фінансувати себе самим. Це було особливо складно, якщо вони не були багаті або не мали необхідних сум в потрібний момент. Часто байло вдавалися до запозичення грошей у торговців, але це ставало все важче, оскільки торговці не хотіли чекати на повернення грошей близько року. За договором (тур. ahdname) від 1503 байло призначалися на рік, але вже через 10 років, в 1513, час перебування на посаді було продовжено до трьох років.
Після обрання байло Радою десяти у Сенаті голосували за його оплату. Спочатку байло отримували тисячу дукатів на рік, але потім оплата зросла до 180 дукатів на місяць. Байло отримував триста дукатів на рік на одяг, від трьохсот до дев'ятисот дукатів на надзвичайні витрати (переважно на роз'їзди). Сенат вирішував голосуванням, скільки виділити байло на подарунки султану та пашам, якого розміру виділити суму на підкуп та оплату шпигунів. З 1503 до 1566 року сума на оплату агентури зросла з трьохсот до п'яти тисяч дукатів. Екстраординарний посланець вибирався Сенатом, його оплата становила двісті дукатів на місяць, решта виплат теж перевищила виплату звичайного посланця. Наприклад, йому виділялися кошти на утримання не десяти, а п'ятнадцяти слуг.
Інститут байло існував до 1797, останній байло, Франческо Вендрамін, залишив Константинополь (Стамбул) в середині 1798 року.

## Байло у Константинополі

### Історія
Велика венеційська громада проживала в Константинополі здавна, проте до закінчення латинського періоду (1204—1261) жодних офіційних представників у венеційській торговельній колонії в Константинополі не було. Байло Марко Бембо був вперше призначений до Константинополя за договором від 18 червня 1265 (після повернення міста під владу Візантійської імперії). Починаючи з 1322 року константинопольський байло був главою над усіма венеційськими консулами у східних колоніях. Незважаючи на османське завоювання Константинополя в 1453 році, венеційці, хоча і з перервами, продовжували жити в Галаті. Однак колонія була вже не такого розміру, як у візантійські часи. Байло виконував дві функції: по-перше, він був дипломатом, просуваючи інтереси Венеції при Османському дворі, по-друге, байло був консулом, вирішуючи питання функціонування значної венеційської громади в Константинополі.

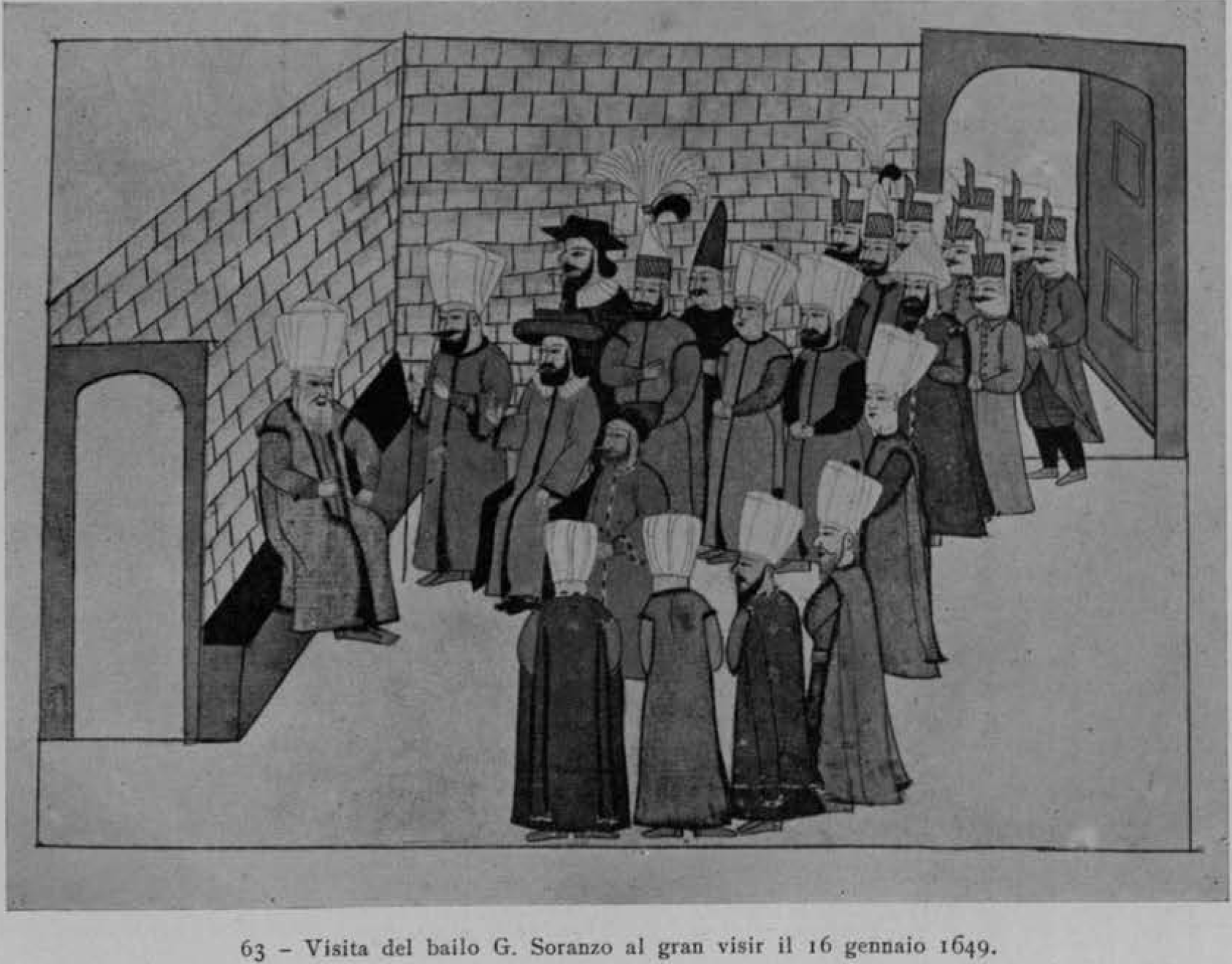
Байло у великого візира, початок 1660-х, Codex Cicogna 1971 Музей Корер

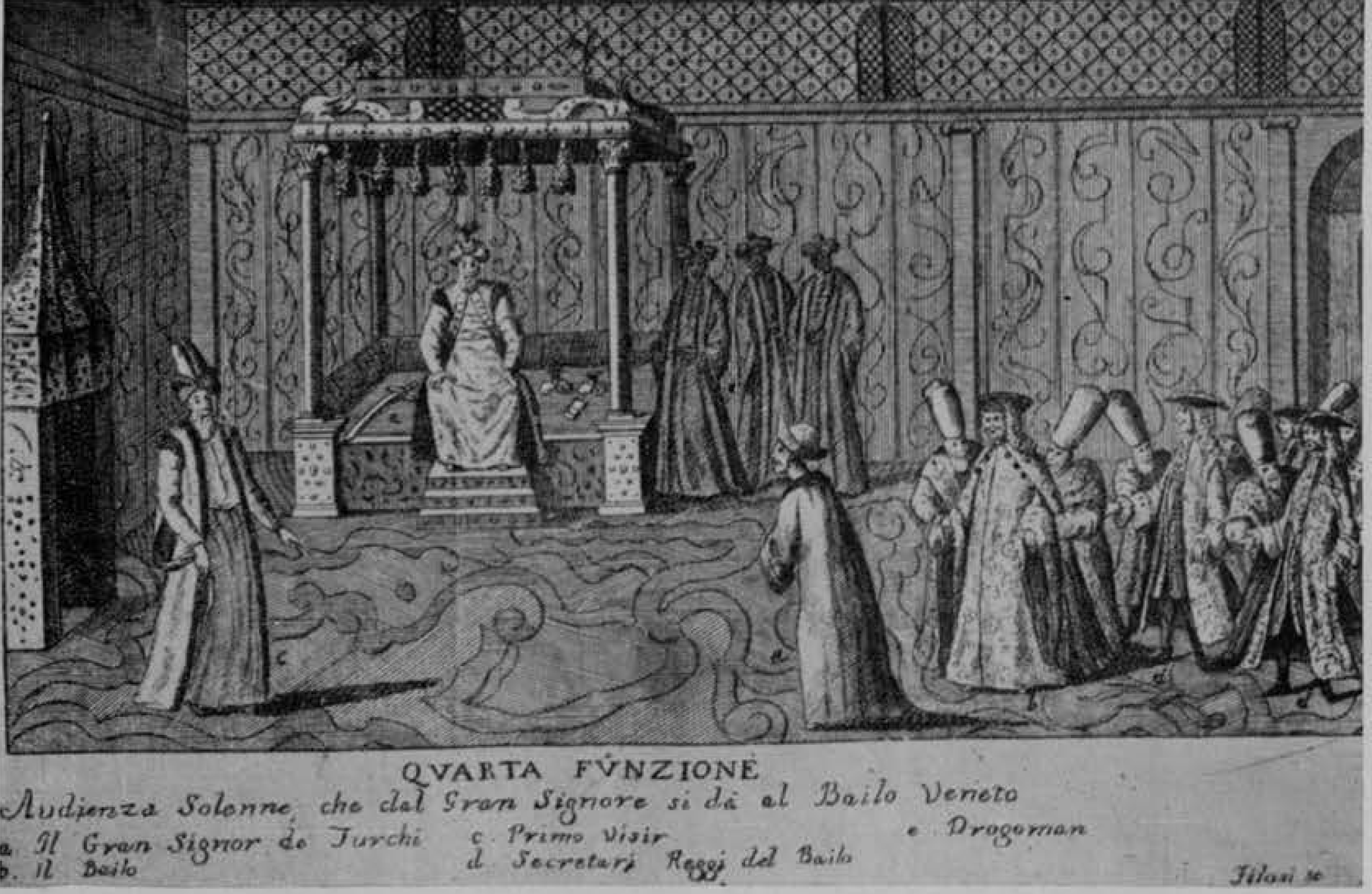
Аудієнція байло у османського султана.

Договір (тур. adhname) с османським султаном Мехмедом Завойовником був укладений в Адріанополі в грудні 1452 року останнім байло ще у візантійскому Константинополі, Джироламо Мінотто, й був підтверджений 18 квітня 1454 року, вже в османському Константинополі. Цей договір зафіксував привілейоване становище венеційців над іншими європейцями в Османській імперії. За можливість тримати байло і за звільнення купців від мит на території Османської імперії, Венеція платила султану 10 000 дукатів на рік. Цей платіж було скасовано за договором від 1482 року, зате було запроваджено мито на венеційський імпорт. Договір був результатом праці Бартоломео Марчелло, першого венеційського байло в османському Константинополі  (останній венеційський байло в візантійському Константинополі, Джироламо Мінотто, був страчений османами відразу після падіння Константинополя). За цим договором Венеція могла тримати в Константинополі байло з почтом для управління громадою венеційців; байло за бажання міг звертатися по допомогу до субаші (поліцейський офіцер). Це був перший договір між християнською державою та турками після падіння Константинополя, і він заклав правові основи діяльності байло в Османській імперії. Згодом становище байло було зміцнено, наприклад, байло отримав повноваження вершити суд у венеційській громаді. У 1522 році Марко Міньо досяг того, щоб каді Константинополя не судили венеційців без присутності венеційського драгомана. Байло був визнаний представником дипломатичного співтовариства і в більшості випадків здійснював суд не тільки над венеційцями, але в багатьох випадках і над іншими іноземцями. Були випадки, коли англійський посол підкорявся венеційському байло. У другій половині XVI століття байло був найвагомішим серед посланців у Константинополі, його вважали старійшиною дипломатичного корпусу. Венеція мала найміцніші та найрозвиненіші торгові зв'язки з Османською імперією. Пошта з Європи до столиці Османської імперії збиралась у Венеції і відправлялась до Константинополя двічі на місяць із торговим судном, а в Константинополі байло передавав пошту іншим європейським послам.
Байло був офіційно визнаний як посол Венеційської республіки тільки в 1575. До цього він вважався лише главою Венеційської громади у Константинополі. Статус байло включав гарантії безпеки, османська влада зобов'язалася «не заарештовувати, не слідити, не піддавати домшньому арешту і не зміщувати» байло. Аналогічні статті були у договорах османів з іншими європейськими країнами щодо їхніх посланців. Після повернення до Венеції, байло представляв Сенату звіт про країну (італ. relazione).

### Обов'язки байло

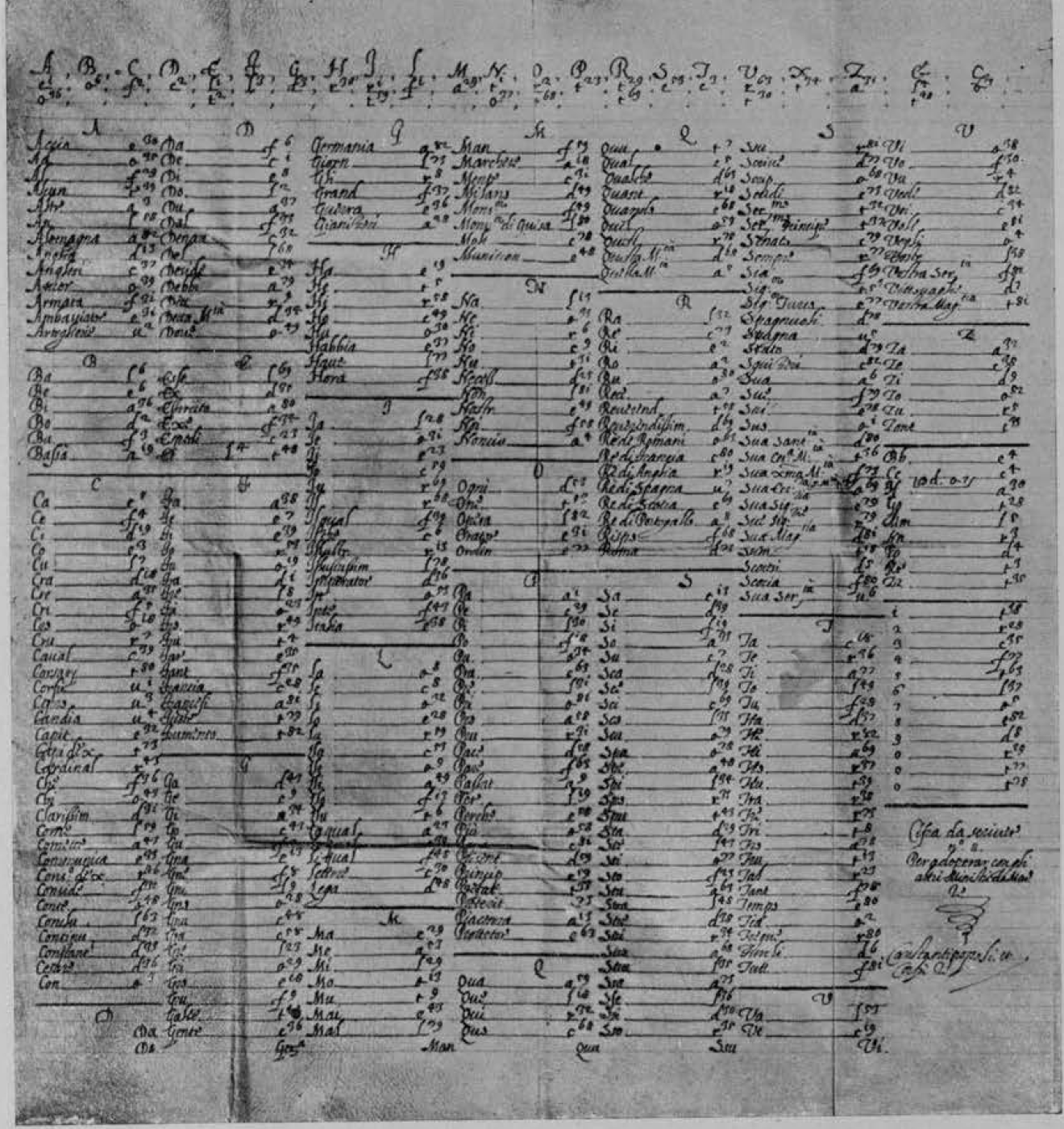
Шифр байло Маркантоніо Барбаро (служив у 1568—1574 роках)

Одним із основних обов'язків байло був збір інформації про Османську імперію. Для цього байло утримував  велику мережу інформаторів. Мережа складалася з тих, хто працював в імперському арсеналі в Галаті, біженців, торговців та їхніх помічників і навіть османських чиновників. Байло також мали шпигунів у посольствах інших держав. Байло відповідав за просування та захист венеційської торгівлі. Після битви при Лепанто всім байло прийшов наказ з Венеції захистити торговельні зв'язки венеційців від англійців, голландців та флорентійців. При царюванні нового султана байло стежили за виконанням угод з попереднім султаном. Захист ділових інтересів венеційців, залучених до міжнародної торгівлі, також був функцією байло. Якщо людина просила байло погасити борги іншим особам, байло потрібно було переконатися, що справа надійна і відповідає венеційським інтересам у Константинополі. Байло також виступали суддями у справах венеційців. Інший аспект діяльності байло полягав у тому, що він керував усією торгівлею та замінював консулів за необхідності. Байло було заборонено особисто займатися комерцією, наприклад, торгувати чи представляти інших людей на комерційній основі, проте, незважаючи на заборону, вони все одно нею займалися. Також їхній обов'язок диктував їм піклуватися про звільнення християнських рабів, які добровільно не звернулися до ісламу. Головна проблема полягала в тому, що байло не міг звільняти занадто багато рабів, щоб не викликати обурення султана. У байло були кошти, призначені для звільнення рабів, і тому до них часто зверталися за допомогою. Ці кошти походили зі своєї кишені чи формувалися з пожертв у Венеції.

### Байлат

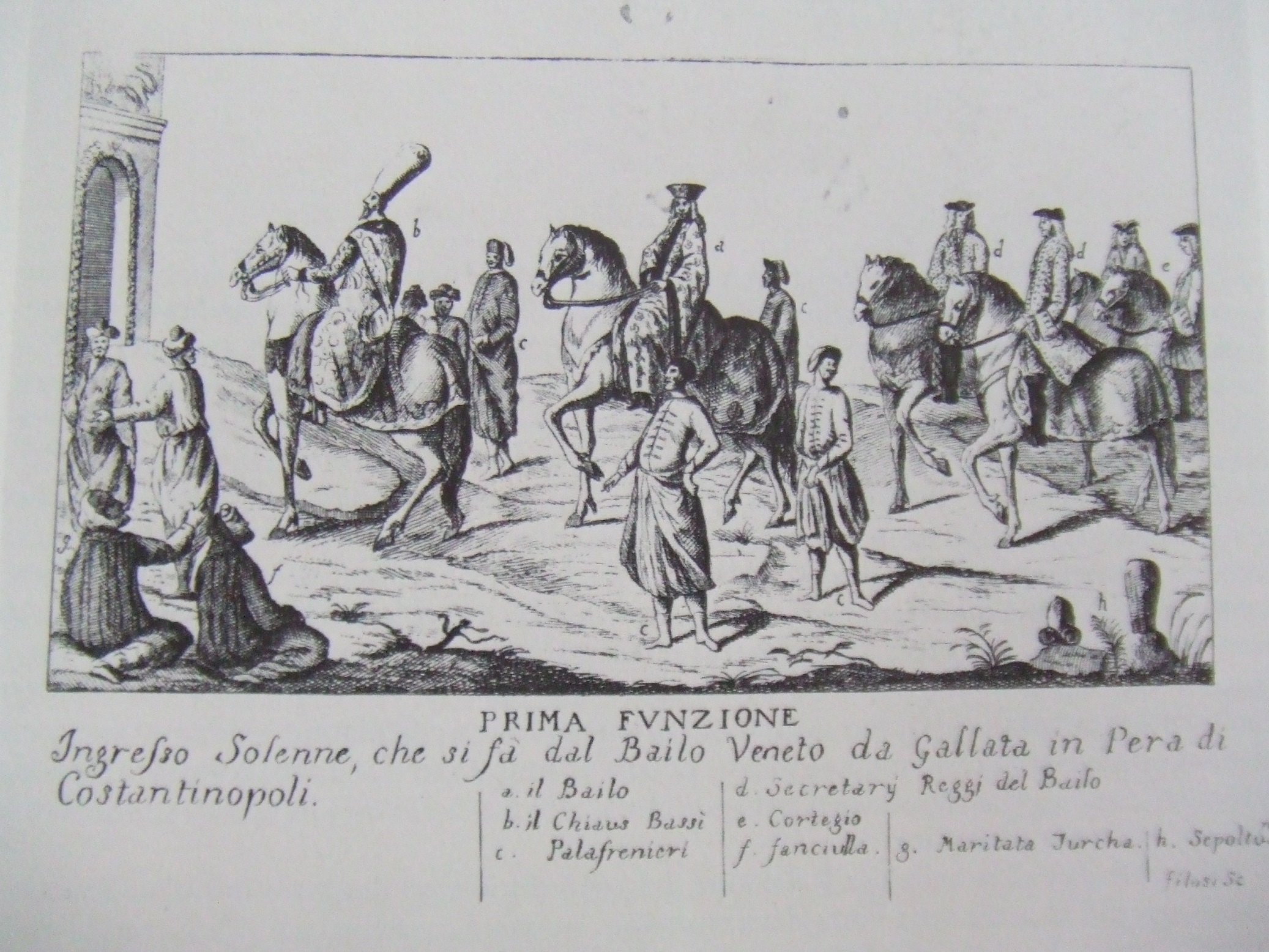
В'їзд нового байло до Пери, 1700

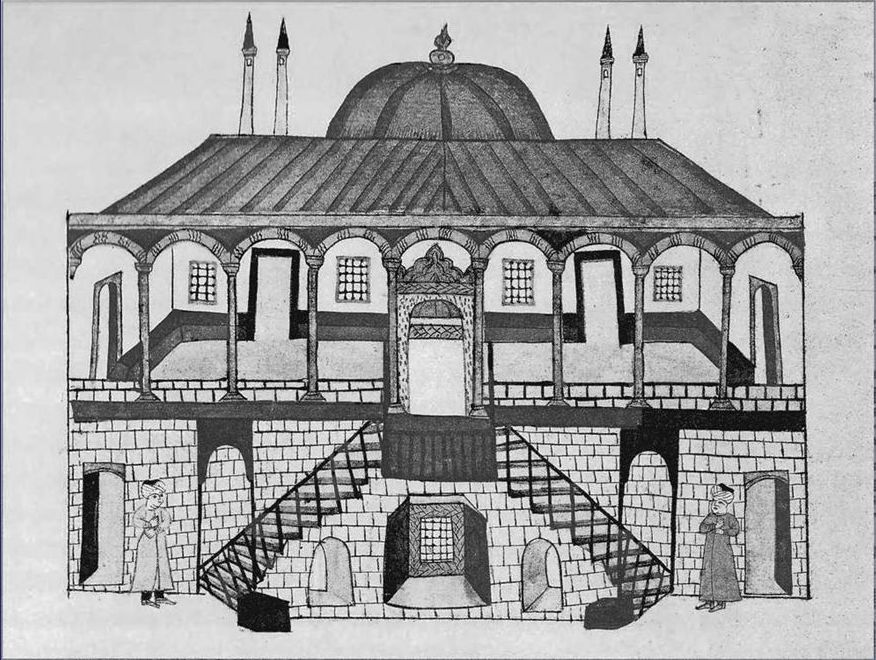
Баїлат у Пері

У штаті співробітників у байло була канцелярія і рада, що складалась з провідних чоловіків венеційської колонії подібно до Ради десяти у самій Венеції і мала назву Рада дванадцятьох. Рада дванадцятьох складалась з 12 венеційських патриціїв, що проживали у колонії і приймала рішення з проблем колонії, особливо з комерційних спорів. Крім цього, в деяких колоніях байло допомагала Велика рада (наприклад, в Александрії). До неї входили всі жителі громади віком від 18 років, які брали участь у прийнятті рішень більш загального характеру. У кожного байло був капелан, оскільки байло часто призначався в католицьку країну. У байлаті були свій лікар і перекладач (драгоман). Драгоманів часто наймали в Істрії, тому що жителі балканських Венеційських територій вже оволоділи слов'янською мовою і були більш здатні до вивчення ще турецької та арабської мов. Байло відправляли регулярні звіти до Венеції про місцеву політику, про справи колонії та, що найважливіше, про ціни та кількість товарів на місцевому ринку. Під керівництвом байло був консул, який служив у тій країні.

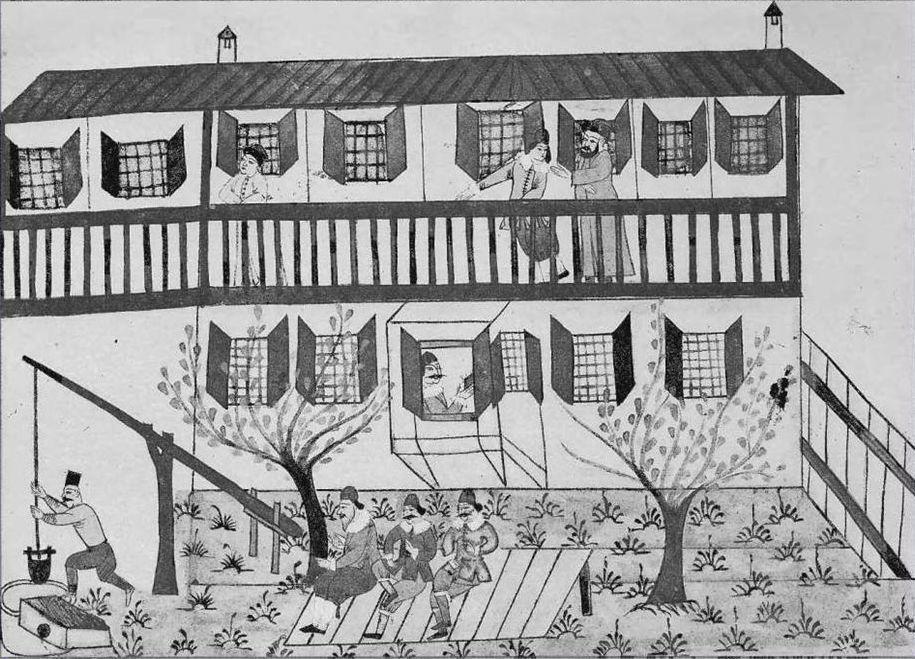
Будинок байло, вид саду. На балконі зображено учнів-драгоманів.

Перша згадка про будинок, що належить байло, датована 1277 роком. Наступна згадка будинку байло в документах відноситься до XV століття, причому неясно, чи є палац байло, згаданий у документах XV століття тим самим будинком, який був виділений в 1277. Незважаючи на турецьке завоювання Константинополя у 1453 році, венеційці, хоч і з перервами, продовжували жити в місті. Колонія була вже не такого розміру, як у візантійські часи. Після падіння Константинополя у 1453 році та до Другої османсько-венеційської війни у 1499 році, байло перемістилися до центру Галати. За угодою від 16 серпня 1454 року венеційцям там надавались будівля і церква. Після війни Третьої османсько-венеційської війни (1537-1540) років байлат звів садибу в одному з примість Галати. Резиденція (Палаццо ді Венеція) знаходилась у Вінь-ді-Пера (виноградники Пери) на пагорбі з видом на Босфор, серед садів та виноградників, що спускались до води. Це був великий комплекс, оточений власними мурами. Там було достатньо місця для гри в м'яч, знаходилася невелика каплиця та житлові приміщення для кур'єрів. У посольстві було дві частини — громадська та приватна. У приватній зоні розташовувалися байло, його штат, його охорона та співробітники секретаріату. Громадська зона використовувалася як зона прийому для високопосадовців та інших важливих людей, а також як банкетний зал для особливих випадків. Цей будинок використовувався як літній будинок та як притулок від чуми. Після Кіпрської війни (1570-1573) посольство з Галати постійно приїжджало до Вінь-ді-Перу. Більшість байло надавали Пері перевагу перед Галатою, тому що там було менше обмежень у подорожах, і його розташування виявилося ідеальним для контрабанди рабів. Згодом байло зі свитою переїхав до Вінь-ді-Перу на постійне місце проживання. Поступово в цей район перемістились усі посольства в Константинополі.
Почт байло складалася з секретаря, що допомагав у канцелярії, скарбника, двох або більше учнів-драгоманів (італ. giovani della lingua), старшого драгомана, який супроводжував байло в диван або на аудієнції, і молодшого драгомана, який допомагав байло з листуванням.
При байлаті був храм, яким могли скористатися всі католики. Байло вели активне соціальне життя і вступали в братства та спільноти, сприяли художникам і ремісникам у створенні предметів культу для латинських обрядів.
Після ліквідації Венеційської республіки в 1797 році, будівля венеційського байлата перейшла до Австрії, незважаючи на претензії на нього Франції. У XIX столітті в ньому розташовувалося посольство Австрії, з 1936 року в ньому розташовані італійське посольство і консульство.

## Довідкова література
- Kazhdan A. P. Bailo //  / Alexander P. Kazhdan. — Oxford : Oxford University Press, 2005.
- Pedani M.P. Bailo / Gabor Ágoston; Bruce Masters // Encyclopedia of the Ottoman Empire. — New York, NY: Facts on File, 2009. — 30 квітня. — С. 72–73. — ISSN 0-8160-6259-5. Архівовано з джерела 2 грудня 2020.